# بنجامین بکر
 بنجامین بکر (انگلیسی: Benjamin Becker؛ زاده ۱۶ ژوئن ۱۹۸۱) تنیس‌باز اهل آلمان است.